# منجر (روستا)
 منجر  به عربی ( المَنجَر  )، روستایی است در عزلهٔ (قبقة)، در ناحیهٔ (رداع)، 

## جمعیت
جمعیت آن (۱۲۱) نفر (۷ خانوار) می‌باشد.